# Anton Schwerin von Krosigk
Hrabě Anton Schwerin von Krosigk (německy Anton Graf Schwerin von Krosigk; 21. července 1925 Heeren-Werve - 19. července 2022 u Leezenu) byl právník (zabýval se správním právem) a politik (bez politické příslušnosti). 

## Život
Po ukončení maturity a studií práv započal Schwerin von Krosigk svoji profesionální kariéru v auditorské společnosti, následně u Spolkového správního soudu.
Od 1. dubna 1966 do 3. července 1990 byl zemským radou v zemském okrese Segeberg. Jako zemský rada Segebergu byl (1974 a 1982) dvakrát opětovně zvolen. Během jeho funkčního období došlo k důležité události, což byla reforma uskutečněná k 1. lednu 1970, kdy byl zemský okres Segeberg rozšířen o tenkrát nově zřízené město Norderstedt.
Paralelně ke své politické činnosti byl Schwerin von Krosigk předsedou DRK-Kreisverband Segeberg (zemský svaz Červeného kříže). Mezi lety 1984 až 1988 byl viceprezidentem svazu německých knihoven (Deutscher Bibliotheksverband), který zastřešuje všechny státní, obecní, speciální a církevní knihovny.
Anton Schwerin von Krosigk byl rytířem řádu johanitů (Balley Brandenburg des Ritterlichen Ordens Sankt Johannis vom Spital zu Jerusalem). Od roku 1969 patřil k zakládajícím členům Rotary clubu Segeberg.
Byl pohřben v Bad Segeberg.

### Rodina
Anton Schwerin von Krosigk se narodil v Haus Heeren a jeho rodiči byli nacistický politik Lutz Schwerin von Krosigk, ministr financí v letech 1932–1945, a Ehrengard rozená Freiin von Plettenberg a byl z devíti dětí. Anton Schwerin von Krosigk bydlel s manželkou Hildegard Schwerin von Krosigkovou, rozenou Holtzovou (1925–2021) v Bad Segebergu. Z jejich manželství vzešly čtyři děti.